# Tocopilla
Tocopilla è una città ed un comune del Cile, capoluogo della provincia di Tocopilla nella Regione di Antofagasta. Al censimento del 2002 possedeva una popolazione di 23 986 abitanti.

## Storia
Il nome della città deriva dalla lingua quechua, e significa "l'angolo del diavolo".
Nel 2007 l'area è stata colpita da un terremoto di magnitudo 7.7, con epicentro situato 40 km a sud della città. Il sisma ha distrutto 1200 case di Tocopilla, privando 4000 persone della loro abitazione.
La città ha dato i natali ad Alejandro Jodorowski e Alexis Sanchez.

## Sport
La città ha una squadra di calcio chiamata "Deportes Tocopilla" che attualmente gioca nella Tercera Division B, la quinta divisione del campionato cileno di calcio.